# ژگوتسین (استان اشوی‌داشکسیه)
ژگوتسین (به لهستانی: Rzegocin) یک منطقهٔ مسکونی در لهستان است که در گمینا نوو کورچن واقع شده‌است. ژگوتسین ۱۳۷ نفر جمعیت دارد.